# Anchorage (Alaszka)
Anchorage Alaszka legnépesebb városa (az állam lakosságának közel fele itt él), egyben önálló közigazgatási egység. Északon a Matanuska-Susitna kerülettel, délen a Kenai Peninsula kerülettel, keleten a Valdez-Cordova kerülettel szomszédos.
Egy háromszög alakú félszigeten helyezkedik el, melyet a Cook Inlet (a Csendes-óceánnak a Seward-félsziget és a szárazföld közötti keskeny öble) két nyúlványa határol: a Knik Arm (északnyugatról) és a Turnagain Arm (délnyugatról); a szárazföld felől pedig a Chugach-hegység (keletről). Valódi tengerpartja azonban nincs, az összegyűlt hordalék ugyanis szabályos sármezőket alkot. A városon kívül az önkormányzat irányítása alatt áll egy 5063 km²-nyi földterület, melynek nagy részét a Chugach-hegység teszi ki.

## Éghajlata
| Hónap                                       | Jan.  | Feb.  | Már. | Ápr. | Máj. | Jún. | Júl. | Aug. | Szep. | Okt. | Nov. | Dec.  | Év   |
| ------------------------------------------- | ----- | ----- | ---- | ---- | ---- | ---- | ---- | ---- | ----- | ---- | ---- | ----- | ---- |
| Átlagos max. hőmérséklet (°C)               | −5,0  | −3,0  | 1,0  | 7,0  | 13,3 | 17,0 | 18,6 | 17,5 | 12,8  | 4,7  | −2,3 | −4,0  | 6,5  |
| Átlagos min. hőmérséklet (°C)               | −11,6 | −10,0 | −7,0 | −1,6 | 4,2  | 8,7  | 11,2 | 10,0 | 5,6   | −1,6 | −8,6 | −10,4 | −0,9 |
| Havi napsütéses órák száma                  | 83    | 121   | 196  | 235  | 289  | 275  | 250  | 204  | 160   | 117  | 81   | 52    | 2061 |
| Forrás: NOAA, Weather Atlas (sunshine data) |       |       |      |      |      |      |      |      |       |      |      |       |      |

## Története
1914-ben alapították az alaszkai vasút építését szolgáló kikötőként (nevének jelentése 'horgonyzóhely'), az első házhelyet 1915. július 9-én adták el,  utcahálózatának nagy részén látható, hogy tervezőasztalon készült. A következő évben már telkeket lehetett itt venni, majd 1920-ban az USA kormánya lemondott a település irányításáról, és megtartották az első helyi választásokat. Önálló kerületté 1938. augusztus 15-én vált. Az 1940-es években a két katonai támaszpont építése komoly fejlődést jelentett.
Az 1964. március 27-én kitört nagypénteki földrengés kilenc áldozatot követelt, és jelentős anyagi károkat okozott, főleg a városközpontban, illetve az agyagos talajú vagy hegyoldalak alatt fekvő területeken. A földmozgás nyomán elinduló szökőár nem ért el a városig. Az állandó földrengésveszély miatt a házak nem lehetnek 21 emeletnél magasabbak.
Az 1980-as években a Transzalaszkai Csővezeték bevételeinek köszönhetően más városok mellett Anchorage-ban is emelkedett az életszínvonal, bővült az infrastruktúra. Az 1990-es évektől a gazdaság húzóágazata a turizmus (különösen a síturizmus).

## Gazdaság, infrastruktúra
Alaszka legfontosabb kikötője: az államba érkező áruk több mint 95%-a halad át rajta. Az alaszkai vasút- és közúthálózat egyik csomópontja. Nemzetközi repülőtere a Ted Stevens Anchorage nemzetközi repülőtér. A legtöbb munkahelyet a turizmus, az olajipar, valamint kormányzati-katonai létesítmények adják. Anchorage-től északra két fontos katonai támaszpont van, az Elmendorf Air Force Base és a Fort Richardson.

## Kultúra
Alaszkai Repüléstörténeti Múzeum